# Прокопенко Микола Васильович
Микола Васильович Прокопенко (3 березня 1911, Стрітенськ Читинська область — 3 листопада 1996, Самбір) — український художник і педагог, засновник студії образотворчого мистецтва міста Самбір.

## Біографія
Навчався в художньо-педагогічному технікумі в місті Благовєщенську (1929—1933) на Далекому Сході, де викладали учні Іллі Рєпіна — Степан Чуприненко і Георгій  Білащенко а, згодом, — в художньо-педагогічному училищі у Пензі (1935—1939) під керівництвом І. С.Горюшкіна-Сорокопудова (учня І. Ю. Репіна). Студентом п'ятого курсу стає учасником Всесоюзної виставки. Закінчивши у 1939 році театральний відділ училища стає головним художником нового театру в Черемхово Іркутської області. Шість років працював у театрі, оформивши понад 30 вистав. Одночасно продовжував заняття живописом. У 1946 році був прийнятий у члени Спілки художників м. Іркутська.
У 1946 році переїзджає до Західної України. У Самборі він працює художником в професійному музично-драматичному театрі. А через два роки почав працювати у Львівському виробничому комбінаті художнього фонду. Постійно брав участь у Львівських обласних виставках та влаштовував персональні виставки. У 1946 році заснував студію образотворчого мистецтва при Самбірському будинку учнівської творчості. Започаткував в Самборі щорічне свято дитячого малюнку на асфальті. Похований на Самбірському міському цвинтарі.
Відомі учні: Безніско Євген Іванович, Ткачик Богдан Іванович. 

## Виставки
1961 — Виставка робіт. Самбір.
1963 — Обласна виставка львівського товариства художників.
1969 — Звітна художня виставка. ЛХВК. Дрогобицька художня майстерня.
1976 — Виставка робіт до 65-річчя від дня народження
1978 — Обласна художня виставка.
1984 — виставка до 40-річчю визволення міста Самбора від німецько-фашистських загарбників.
1986 — персональна виставка в Самборі
1989 — виставка самбірських художників у Львові
1991 — персональна виставка в Самборі
1996 — персональна виставка в Самборі
Перелік не повний.